# Woestijnvaraan
De woestijnvaraan (Varanus griseus) is een hagedis uit de familie varanen (Varanidae). De soort werd voor het eerst wetenschappelijk beschreven door François Marie Daudin in 1803. Oorspronkelijk werd de naam Tupinambis griseus gebruikt.
De woestijnvaraan komt voor in delen van Afrika tot Azië en is een bewoner van droge gebieden. De hagedis is niet afhankelijk van water zoals een aantal andere soorten varanen. De woestijnvaraan leeft in holen die soms zelf worden uitgegraven maar meestal worden de verlaten holen van andere dieren gebruikt. De varaan heeft een lichtbruine kleur met zwarte dwarsstrepen op de rug en een gebandeerde staart. De maximale lichaamslengte inclusief staart is anderhalve meter.
De varaan leeft van kleine dieren zoals kleine gewervelden en ongewervelden. De woestijnvaraan heeft verschillende vijanden zoals vogels en zoogdieren. De vrouwtjes zetten de eieren af in een hol in de grond waarna het nest wordt bewaakt. De varaan heeft bij de lokale bevolking van de gebieden waarin de soort voorkomt onterecht een slechte naam vanwege de vermeende giftigheid.

## Verspreiding en habitat
De woestijnvaraan komt voor in noordelijk Afrika, het Midden-Oosten en zuidelijk Azië; in Afghanistan, Algerije, Egypte, Israël, India, Irak, Iran, Kazachstan, Kirgizië, Libanon, Libië, Mali, Marokko, Mauritanië, Niger, Oman, Pakistan, Soedan, Syrië, Tsjaad, Tunesië, Turkije, Turkmenistan, Oezbekistan en de Verenigde Arabische Emiraten.
De varaan kan worden aangetroffen in mangrovebossen, zandduinen en zoutwatermoerassen. De varaan klimt zelden maar blijft meestal in de buurt van water omdat de hagedis graag een bad neemt en het water ook als vluchtplaats ziet. De woestijnvaraan is desondanks een sterk droogteminnende soort die leeft in relatief droge gebieden als woestijnen, halfwoestijnen en steppen. Als schuilplaats worden holen van andere dieren gebruikt maar de varaan kan ook zelf een hol graven. De hagedis struint over de bodem op zoek naar voedsel. Menselijke bebouwing wordt niet geschuwd; ruïnes, plantenkwekerijen en zelfs vuilnisbelten zijn een geschikte biotoop.

## Uiterlijke kenmerken

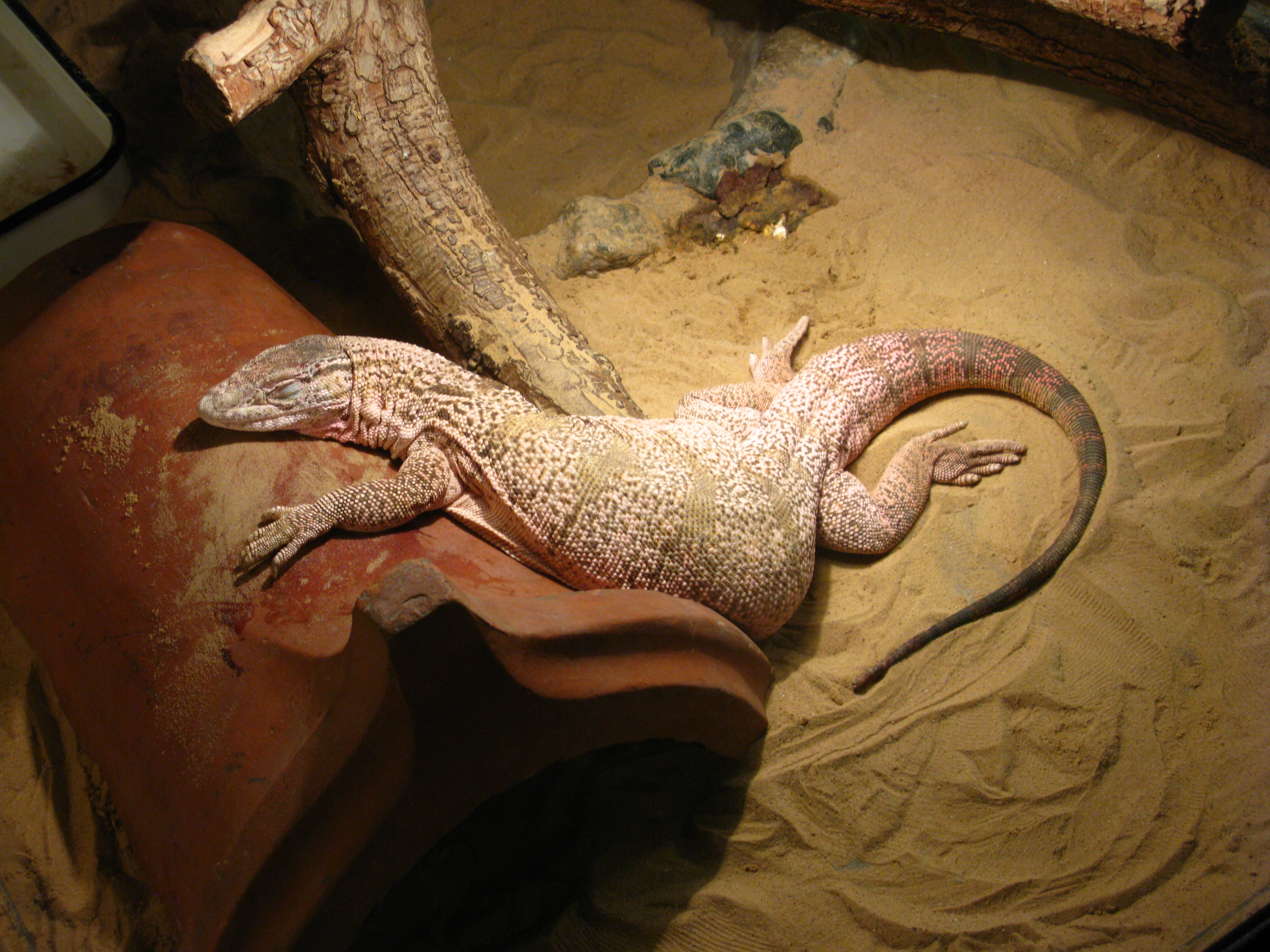
Exemplaar in een dierentuin.

De woestijnvaraan kan een maximale lichaamslengte tot anderhalve meter, hiervan bestaat twee derde uit de lange staart. De meeste in het wild aangetroffen exemplaren zijn echter kleiner en bereiken een gemiddelde lichaamslengte van ongeveer 130 cm.
De lichaamskleur is zandkleurig bruin tot grijs, met een tekening van donkere tot zwarte dwarsstrepen op de rug, die het sterkst geprononceerd zijn aan de flanken en met name op de staart. Op de kop zijn enkele zwarte lengtestrepen zichtbaar. De kaken zijn donker gevlekt, de exemplaren van sommige populaties hebben een geheel zwarte kop en geheel zwarte exemplaren komen ook voor. Deze hebben meestal kleine geel-bruine ronde vlekken op de rug, en lijken hiermee op de nijlvaraan (Varanus niloticus), hoewel deze laatste soort langer wordt en een stompere kop heeft; de woestijnvaraan heeft een zeer spitse snuitpunt.

## Levenswijze

### Voedsel
Het voedsel bestaat uit kleine hagedissen, slangen, knaagdieren en vooral eieren van vogels en reptielen, die worden opgespoord met de lange gevorkte tong. Zelfs cobra's zijn voor de varaan niet veilig. Een prooi wordt bij de nek gegrepen en doodgeslagen tegen de ondergrond, prooidieren worden in één keer doorgeslikt. Zoals alle varanen heeft ook deze soort een orgaan van Jacobson, een extra holte in de bek gevuld met zeer geurgevoelige cellen, die de chemische informatie die door de tong wordt aangevoerd zeer nauwkeurig kunnen 'uitlezen'; zo kunnen ze zelfs ruiken of een ei onbevrucht is, want deze worden niet gegeten. Ook jonge vogels lijken een grote aantrekkingskracht uit te oefenen omdat de varanen zo goed geuren waar kunnen nemen.

### Vijanden en verdediging
Vijanden van de varaan zijn grote roofvogels en grotere rovende zoogdieren. Onder andere van de woestijnkat (Felis margarita) is bekend dat de woestijnvaraan op het menu staat.
Zoals de meeste varanen kan het dier hard sissen en verdedigt zich door het gebruik van de krachtige bek, scherpe klauwen en staart om mee te slaan. De staart kan niet op een bepaald punt worden afgebroken zoals bij andere hagedissen omdat varanen geen caudale autotomie kennen. De varaan kan ook zijn voedsel uitbraken en zijn ontlasting uitscheiden om predatoren af te schrikken bij aanraking.

## Bedreiging en bescherming

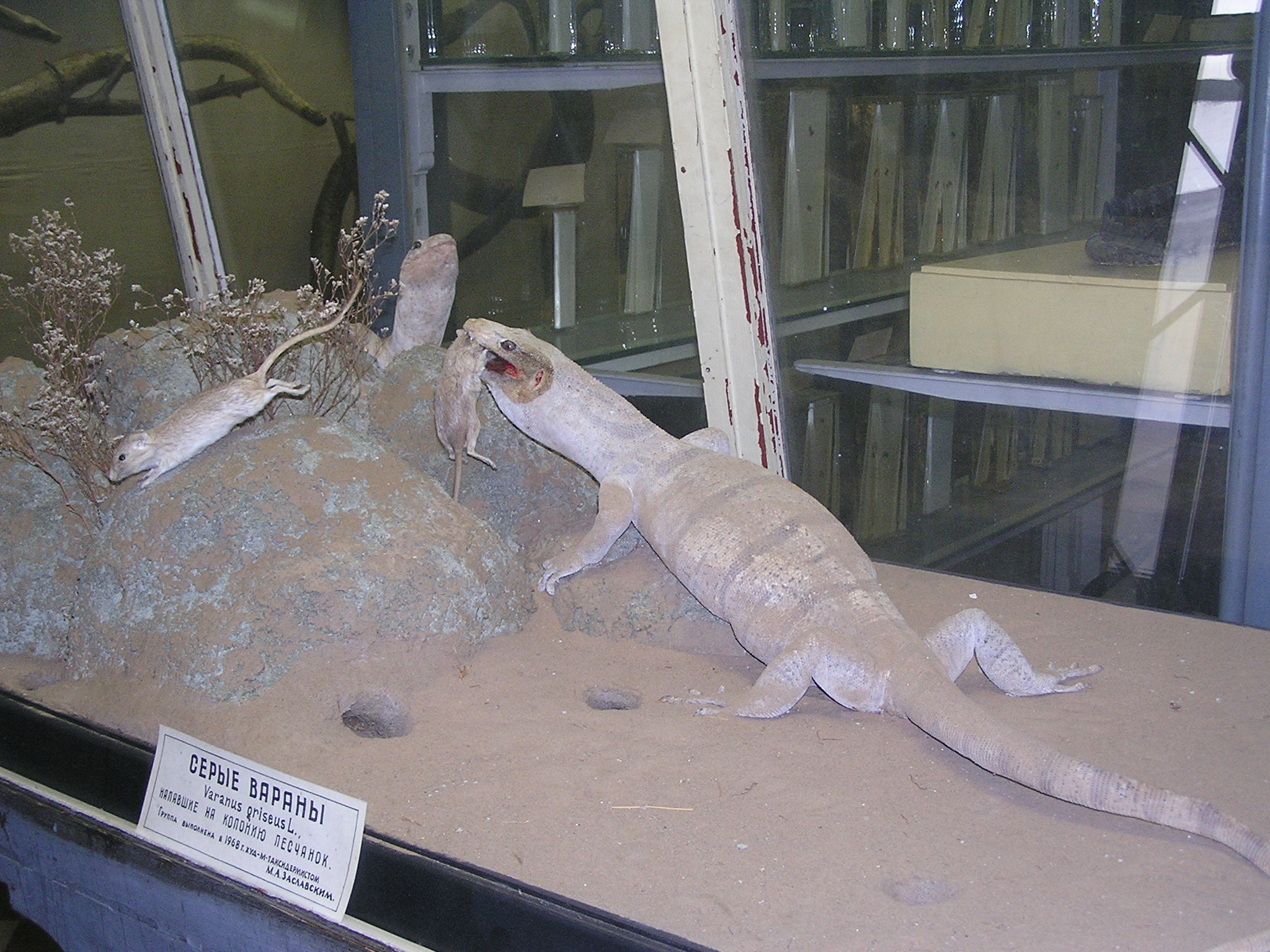
Opgezet exemplaar.

De woestijnvaraan wordt door de plaatselijke bevolking gedood omdat de hagedis als giftig wordt beschouwd; het vlees wordt niet gegeten. De plaatselijke bevolking meent dat het dier omhoog kan springen om mensen in het gelaat te bijten. Hoewel dit niet op feiten berust is dit vele dieren fataal geworden omdat ze voor de zekerheid worden afgemaakt.
Ook wordt de soort bejaagd om de huid, deze wordt verwerkt tot leer. In sommige landen is de soort beschermd en is de jacht op de dieren hierdoor sterk afgenomen. Een van de belangrijkste beschermingsmaatregelen bestaat uit het voorlichten van de lokale bevolking.

## Naamgeving en taxonomie
De woestijnvaraan is voor het eerst wetenschappelijk beschreven door François Marie Daudin in 1803, de oorspronkelijke naam was Tupinambis griseus. Het is de enige soort die tot het ondergeslacht Psammosaurus (Mertens, 1942) wordt gerekend. De soortnaam griseus betekent 'grijs' en slaat op de lichaamskleur.
Er worden tegenwoordig drie ondersoorten erkend die verschillen in onder andere het verspreidingsgebied. Onderstaand zijn de ondersoorten, de auteur en hun verspreidingsgebied weergegeven.
| Naam                       | Auteur         | Verspreidingsgebied                           |
| -------------------------- | -------------- | --------------------------------------------- |
| Varanus griseus caspius    | Eichwald, 1831 | Afghanistan, Iran en Pakistan                 |
| Varanus griseus griseus    | Daudin, 1803   | Het grootste deel van het verspreidingsgebied |
| Varanus griseus koniecznyi | Mertens, 1954  | Pakistan en noordwestelijk India              |